# 藤井晶子
藤井 晶子（ふじい あきこ）は、日本のレースクイーン、モデル。ニックネームはあきちゃん。
岡山県出身。フロンティアコーポレーションを経て現在はプリッツコーポレーションに所属している。

## プロフィール
- 趣味は仕事。
- 特技は水上オートバイ、ビリヤード、24時間寝続けること。
- 好きな食べ物は銀シャリおにぎり、ロイヤルミルクティー、マスカルポーネ。
- 兄が1人いる[4]。

## 出演

### テレビ番組
- 得スマ（サンテレビ）

### イベント
- 東京オートサロン「MAZDAブース」（2009年1月）
- 東京モーターショー「興和テムザックブース」（2011年12月）
- 名古屋モーターショー「TOYOTAブース」（2011年12月）
- 東京オートサロン「リキモリブース」（2012年1月） - 水村リアと共演[5]
- 大阪モーターショー「TOYOTAブース」（2012年1月）
- 東京オートサロン「SUBARUブース」（2013年1月） - 春菜めぐみ、上條かすみと共演
- 東京オートサロン シンガポール2013「J-Girls」（2013年4月）
- 東京モーターショー「トヨタ自動車東日本ブース」（2013年11月 - 12月）
- 東京ゲームショウ
  - 「DeNAブース」（2014年9月）[1]
  - 「GREEブース」（2015年9月）
- リフォーム産業フェア「K-engineブース」（2015年6月） - 天野由加里、佐藤彩奈と共演[6]

### 雑誌
- 三栄書房「GOLF TODAY」GTバーディーズ（2014年 - 現在）[2]